# 컬럼비아 대학교

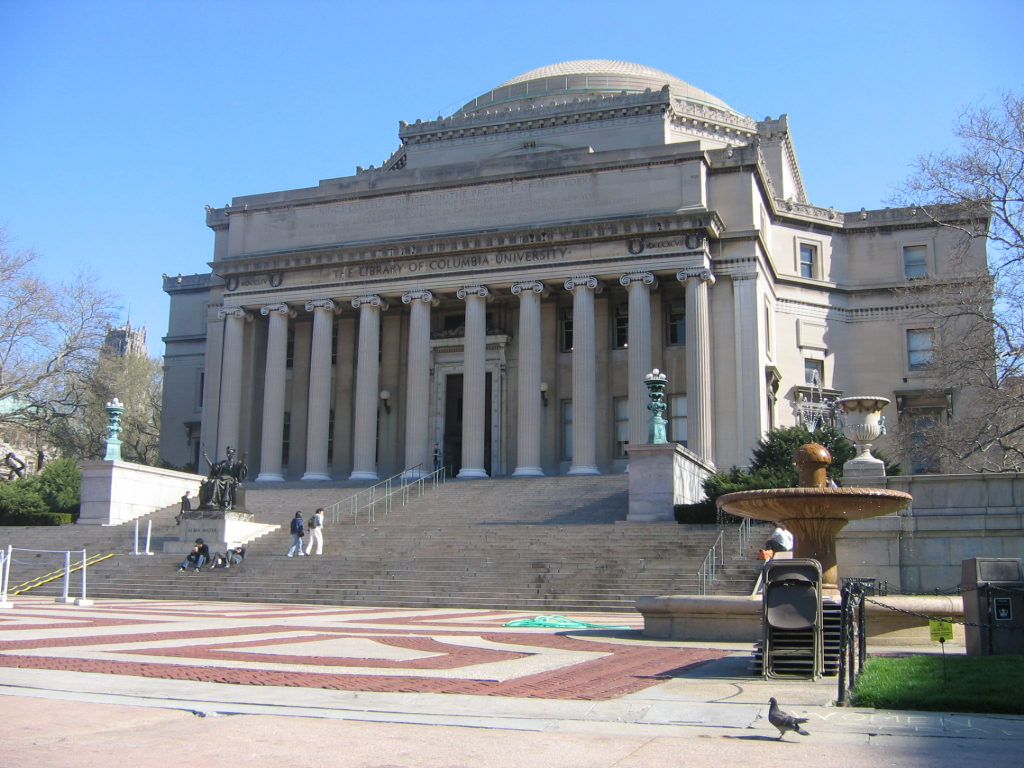
로우 메모리얼 도서관 (Low Memorial Library)

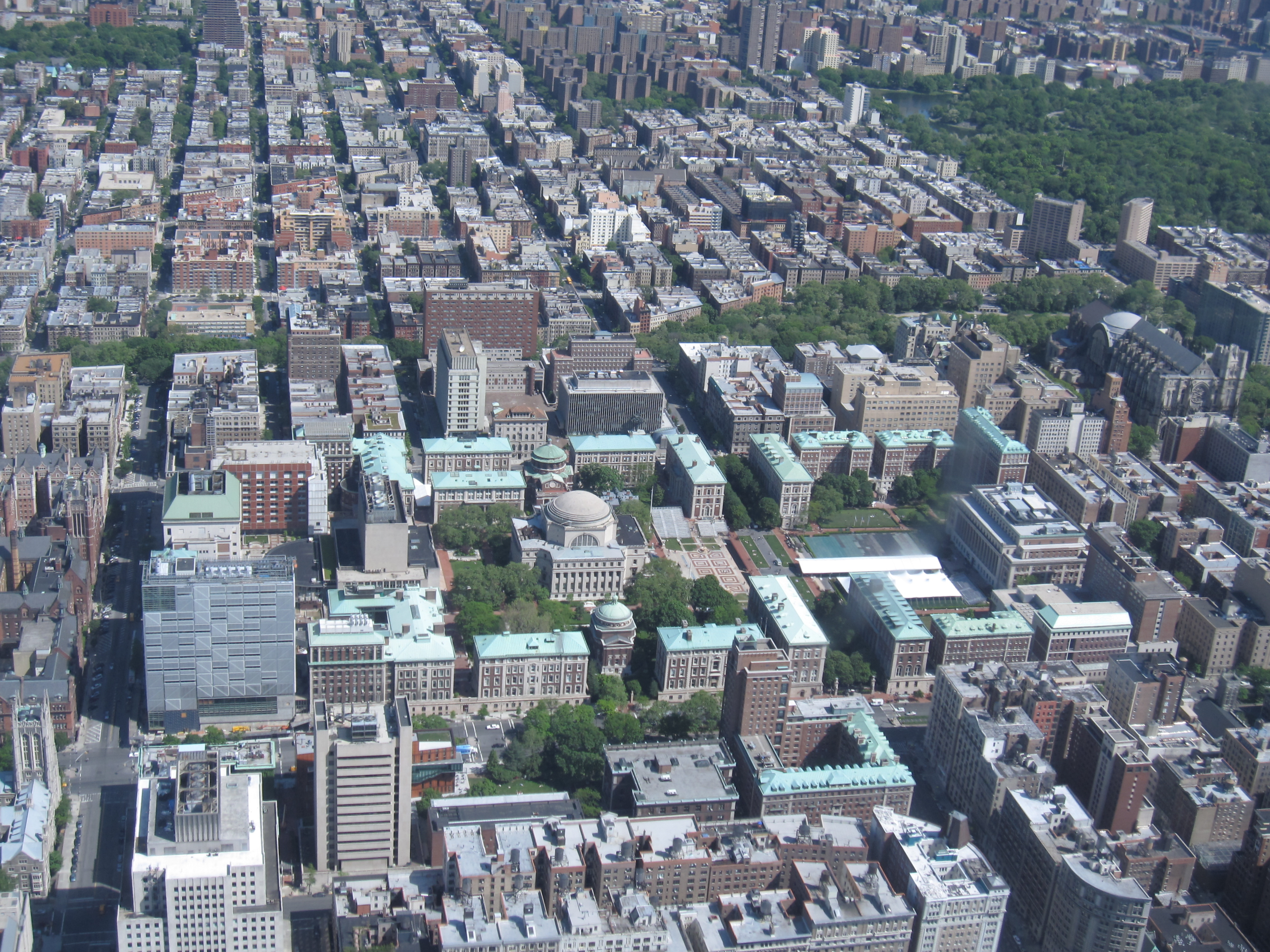
캠퍼스 전경

컬럼비아 대학교(Columbia University in the City of New York)는 미국 뉴욕주 뉴욕 시에 있는 아이비 리그 사립 대학이다. 세계의 중심 도시인 뉴욕의 맨해튼에 있어 광범위한 국제 정치·경제 정보를 가깝게 접할 수 있다. 국제 정치의 핵심인 유엔본부와 세계 금융의 중심지인 월가가 인근에 있으며, 세계에서 가장 영향력 있는 언론사들과 미술, 음악, 문화센터 등이 대학 주변을 둘러싸고 있다.
컬럼비아 대학교의 메인 캠퍼스는 뉴욕 시 맨해튼 모닝사이드 하이츠에 위치해 있다. 1754년 영국왕 조지 2세의 칙허장(royal charter)에 의해 킹스 칼리지(King's College)로 설립되었으며 그런 허가를 받은 세곳의 미국 대학 중의 하나이다. 하버드 대학교, 윌리엄 앤 메리 대학교, 예일 대학교, 프린스턴 대학교 다음으로 미국에서 다섯 번째로 오래된 고등교육기관이며 뉴욕 주에서는 제일 오래된 고등교육기관이다. 미국 독립 전 9개의 식민지 대학 중 하나이며, 그 중 6번째로 만들어졌다. 미국 독립 후 미국의 옛 이름인 컬럼비아를 따서 1784년 컬럼비아 칼리지(Columbia College), 1896년 컬럼비아 대학교(Columbia University)로 이름을 바꾸었다.
컬럼비아 대학교에는 현재 8,400여명의 학부학생들과 18,600여명의 대학원 석사·박사과정의 학생들이 재학 중에이다. 학부 단과대학은 컬럼비아 칼리지(Columbia College), 공학·응용과학부(School of Engineering and Applied Science), 일반대학(School of General Studies)이 있으며 법학대학원(Columbia Law School), 경영대학원(Columbia Business School), 의학대학원(Columbia University College of Physicians and Surgeons), 교육대학원(Teachers College), 치의학대학원(Columbia University College of Dental Medicine), 국제정책대학원(School of International and Public Affairs), 바너드 대학교(Barnard College)와 유니언 신학교(Union Theological Seminary)가 있으며, 줄리아드 스쿨, 파리 정치 대학, 홍콩 성시 대학, 유대 신학교(Jewish Theological Seminary of America)와 복수 학위 프로그램들을 운영하고 있다.
컬럼비아 대학교에서 매년 퓰리처상이 주어지며 미국 대학 협회의 14개 설립 회원 중의 하나이다. 미국 최초로 의학 박사(M.D.) 학위를 수여한 대학이기도 하다. 현재까지 졸업생과 교수를 포함해서 세계에서 하버드 다음으로 두번째로 많은 101명의 노벨상 수상자들을 배출했다. 동문에는 5명의 미국 건국의 아버지, 3명의 미국 대통령, 9명의 연방 대법원 대법관, 29명의 해외 국가원수, 123명의 퓰리처상 수상자, 및 28명의 아카데미상 수상자, 20명의 억만장자 가 포함된다.

## 역사

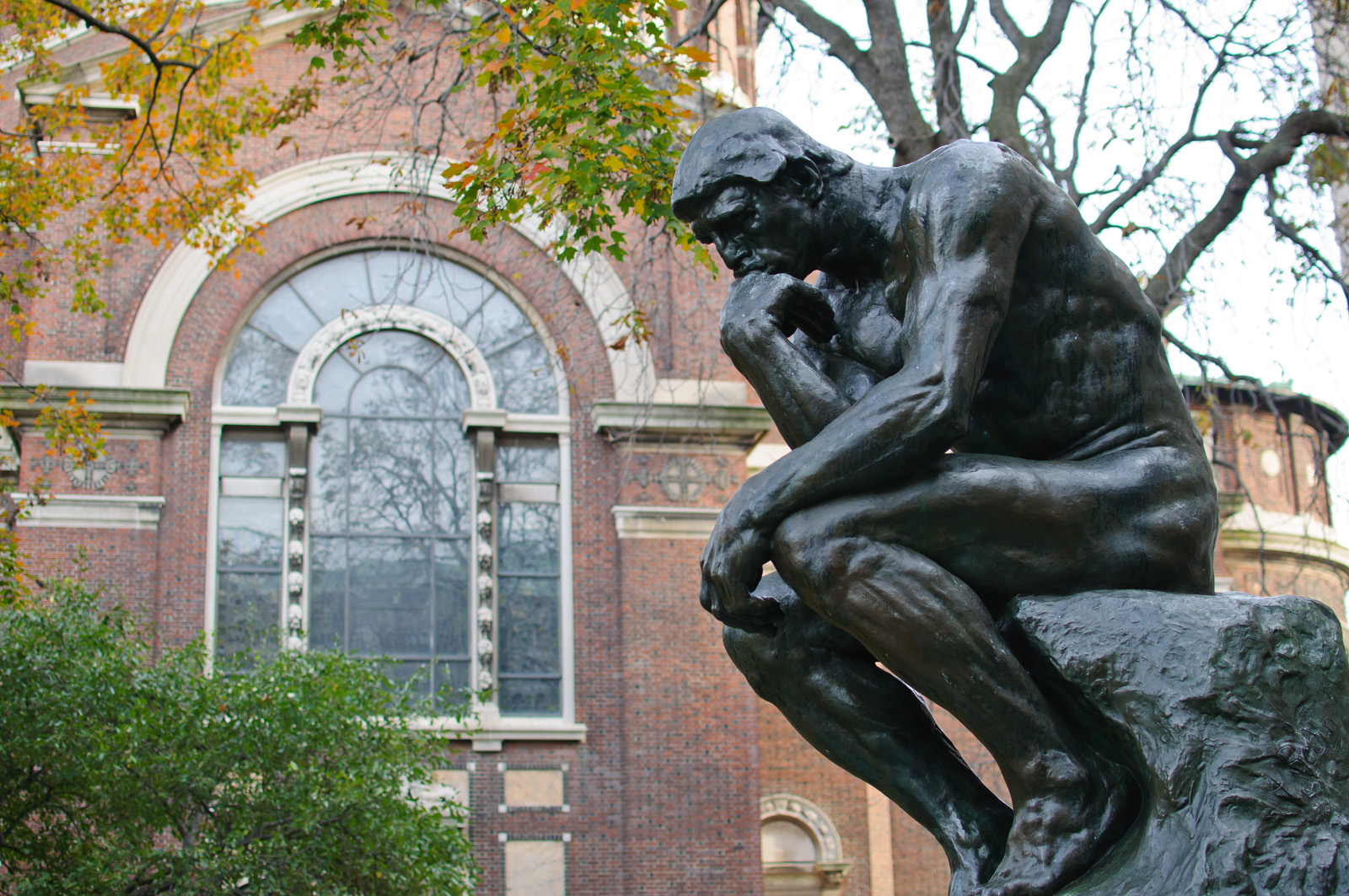
캠퍼스 내 로댕의 <생각하는 사람 (Le Penseur)>

1754년 영국왕 조지 2세에 의해 킹스 칼리지(King's College)로 설립이 허가되었다. 윌리엄 앤 메리 대학교와 다트머스 대학도 영국왕에 의해 미국에서 설립되었다. 컬럼비아 대학교는 뉴욕 주에서 가장 오래된 대학이며 미국에서 다섯 번째로 오래된 대학이다. 1754년 7월 지금의 맨해튼 브로드웨이에 위치하고 있었던 트리니티 교회 바로 옆 간이 건물에 8명의 학생들과 1명의 교수였던 새뮤얼 존슨(Samuel Johnson)에 의해 시작된 이 작은 대학은, 훗날 식민지 대륙에 수많은 지도자들을 배출하는 대학이 되어 마음의 문을 열어주고, 이해를 넓히며, 건전한 인격을 향상시켜서 최고의 고양되고 가치있는 풍성한 삶을 살아가도록 한다는 교육이념을 실시하게 되었다. 미국 독립 후 1784년 미국의 시적, 역사적 이름 컬럼비아를 따서 컬럼비아 칼리지(Columbia College), 즉 "미국 대학"으로 이름을 바꾸었다. 1857년 맨해튼 남단, 지금 뉴욕 시청 옆에 있었던 대학은, 미드타운 49가와 매디슨 로로 이전을 하여 이곳에서 40년을 지내면서 19세기 후반부 동안 근대 대학의 틀을 갖추게 되었다. 1896년에는 대학의 공식명칭으로 컬럼비아 대학교(Columbia University)를 채택하게 되었다. 1897년 컬럼비아 대학교가 49번가와 매디슨 로에서 현재 위치인 116번가와 브로드웨이로 이전했다. 오늘날 뉴욕시 컬럼비아 대학교(Columbia University in the City of New York)로 알려져 있다.

## 캠퍼스
컬럼비아 대학교는 맨해튼 중에서 어퍼 맨해튼(Upper Manhattan)이라고 하는 북서부지역에 위치한 학교이다. 맨해튼의 브로드웨이 도로를 따라 113가에서 125가까지 이어지는 고전적인 모닝사이드 하이츠(Morningside Heights) 캠퍼스에는 학부, 법학대학원, 국제행정대학원, 경영대학원, 신문방송대학원, 인문·사회과학 자연과학대학원 등 대부분의 주요 기관들이 들어서 있다.
캠퍼스를 옮길 당시 세스 로우(Seth Low) 컬럼비아 대학교 총장은 보다 더 넓은 환경의 아키데미 빌리지를 만들기로 모색했다. 캠퍼스 건축물의 중심은 로우 메모리얼 도서관(Low Memorial Library)으로 세스 로우 총장의 아버지를 기념하여 명명되었으며 로만 클래식 스타일로 지어졌고 오늘날 뉴욕 시의 역사 사적이다. 이 건물은 오늘날 중앙 관리 사무소와 여행자 센타로 이용된다. 폭넓은 계단이 로우 메모리얼 도서관에서 학생들을 모으기 인기있는 장소인 익스팬시브 플라자(expansive plaza)까지 내려온다. 익스팬시브 플라자에서 연결된 칼리지 워크(College Walk)가 동서로 가로지르는 하나의 산책로이며 그곳이 중앙 캠퍼스를 양분한다. 칼리지 워크 저편이 버틀러 도서관(Butler Library), 대학 중앙도서관, 스탠즈가 있는 남쪽 캠퍼스이다. 남쪽 캠퍼스는 또한 많은 칼리지 시설, 기숙사, 알프레드 레너 홀, 칼리지 관리 사무소, 강의건물, 신문대학원을 함께 포함한다. 로우 메모리얼 도서관 북쪽에 1966년 미국 역사 건물로 지정된 퍼핀 홀(Pupin Hall)이 세워져 있다. 그 동쪽에 세인트 폴 교회(St. Paul's Chapel)은 뉴욕 시의 역사 사적으로 지정되었다.
모닝사이드 하이츠에서 북동쪽으로 약 2마일 떨어져 있는 맨해튼 168가에서 시작되는 워싱턴 하이츠(Washington Heights)에 있는 허드슨강이 내려다보이는 20 에이크 규모의 컬럼비아 대학교 메디컬 센터(Columbia University Medical Center)는 의학대학원과 치의학대학원, 간호대학, 공공보건대학원 등으로 구성되어 있다. 그곳에서 가장 두드러진 건물은 20층 줄리어스 앤드 알먼드 해머 헬스 사이언시스 센터(20-story Julius and Armand Hammer Health Sciences Center)와 윌리엄 블랙 메디컬 리서치 빌딩(William Black Medical Research Building) 그리고 17층 의학대학원 타워(17-story tower of the College of Physicians and Surgeons)이다. 1989년 장로교 병원(Presbyterian Hospital)이 하스피틀 빌딩(Hospital Building)에 열었다. 이 병원은 745개 침대 시설을 갖추고 의료기술과 환자 돌보는 일을 포함하여 제공한다.

## 구성
학부 단과대학

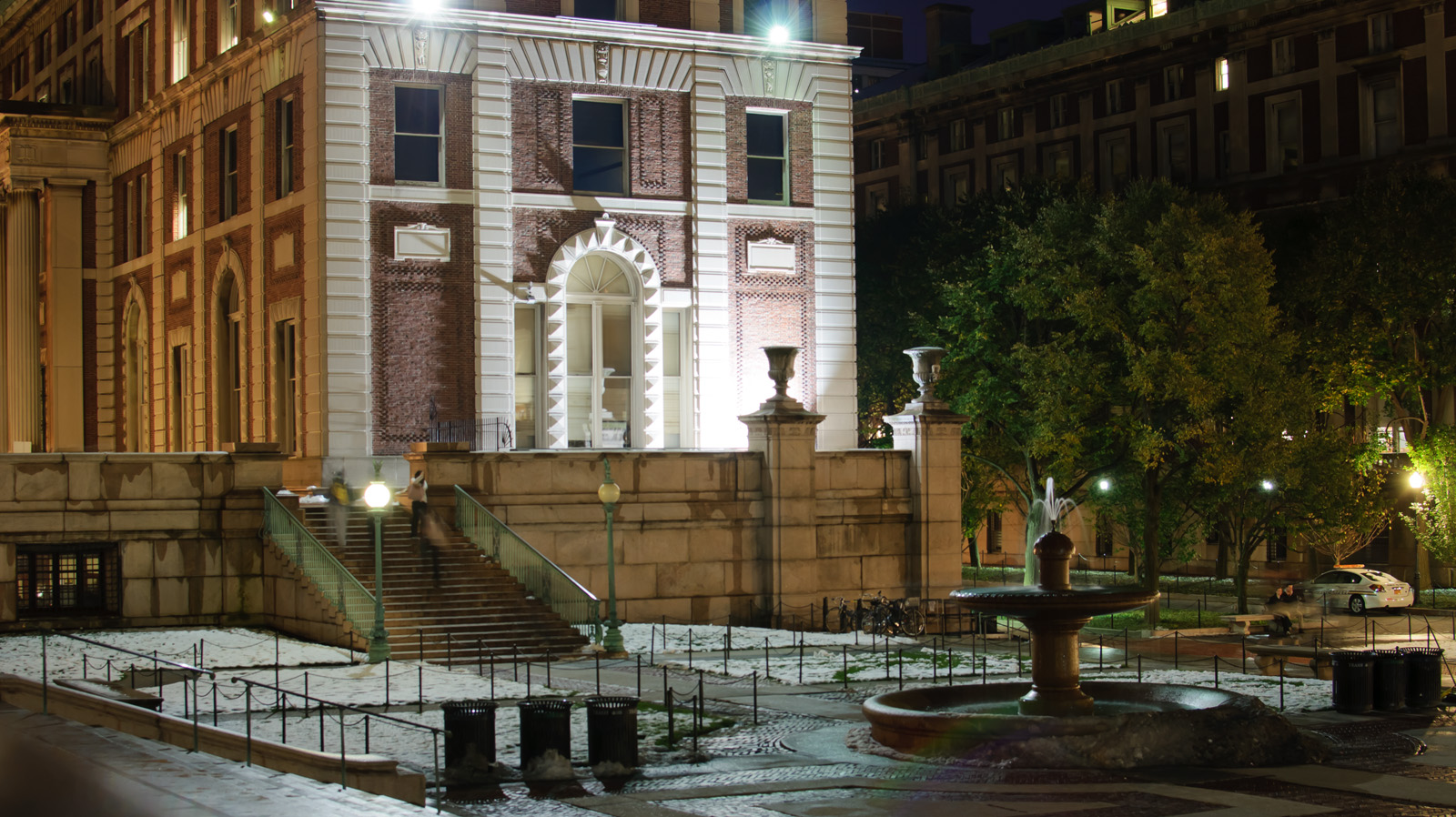
켄트 홀 (Kent Hall)

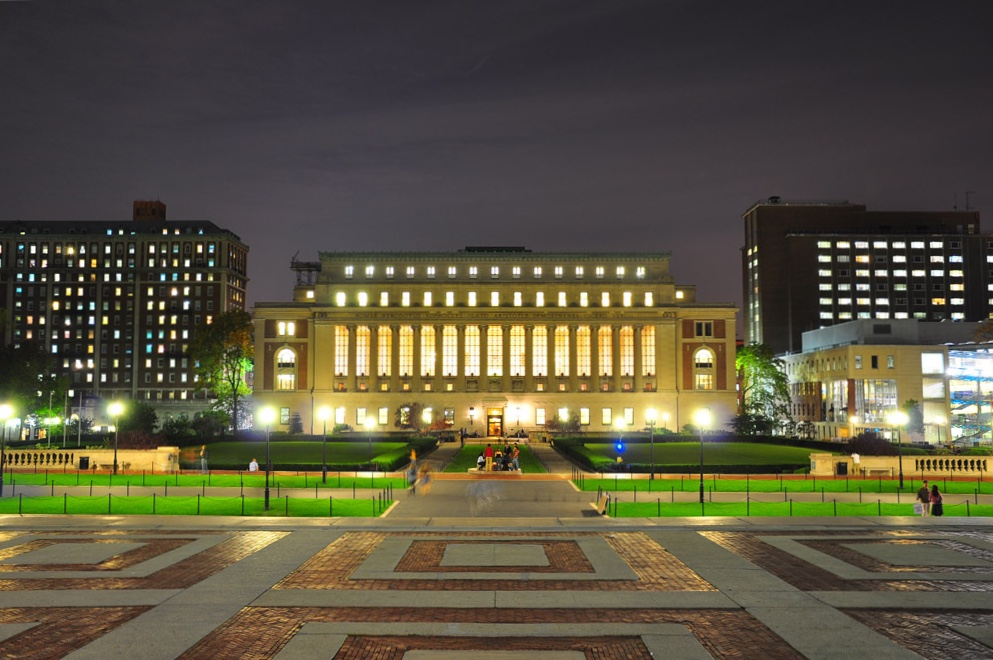
버틀러 도서관 (Butler Library)

- 컬럼비아 칼리지(Columbia College)
- 공과대학(The Fu Foundation School of Engineering and Applied Science)
- 일반대학(The School of General Studies)

일반대학원과 전문대학원
- 법학대학원(Columbia Law School)
- 경영대학원(Columbia Business School)
- 의학대학원(Columbia University College of Physicians and Surgeons)
- 치의학대학원(Columbia University College of Dental Medicine)
- 문리대학원(Graduate School of Arts and Sciences)
- 국제정책대학원(School of International and Public Affairs)
- 공학대학원(The Fu Foundation School of Engineering and Applied Science)
- 건축대학원(The Graduate School of Architecture, Planning and Preservation)
- 공공보건대학원(Mailman School of Public Health)
- 간호대학 간호대학원(School of Nursing)
- 유니언대학원(Union Theological Seminary)
- 신문방송대학원(Graduate School of Journalism)
- 예술대학원(The School of the Arts)
- 사회복지대학원(Columbia University School of Social Work)
- 교육대학원(Teachers College, Columbia University)
- 전문대학원(The School of Professional Studies)

컬럼비아 대학교는 교육대학원, 바너드 대학교, 유니언 신학교, 유대 신학교와도 연계하여 대학교 과정을 진행한다.

## 학부 입학 현황
2025년 졸업 예정으로 2021년도 입시 합격률이 3.6%였으며, 이는 스탠퍼드, 하버드 다음으로 미국에서 세번째로 낮은 수치이다.

## 평가
컬럼비아의 학부는 《US 뉴스 & 월드 리포트》가 매해 발행하는 미국 종합대학 학부 순위에서 2021년 기준으로 하버드 대학교, 메사추세츠 공과대학교와 공동 2위를 기록하고 있다. 전문대학원은 로스쿨이 4위, 비즈니스 스쿨이 8위, 의학대학원이 6위, 교육대학원이 8위, 신문방송대학원이 1위, 건축대학원이 3위, 미술대학원이 10위에 등재되어 있다. 또한 경영대학원은 《파이낸셜 타임스》의 2014년 세계 경영대학원 순위에서 세계 5위를 기록했다. 일반대학원의 경우 대부분의 분야에서 우수한 평을 받아왔고 영문학, 역사학, 경제학, 정치학, 사회학, 국제관계학, 화학, 지구과학 등의 분야에서는 최상위권으로 인정받는다.
2020년 미국 《U.S. 뉴스 & 월드 리포트》 세계 대학 순위에서 7위, 2019년 중국 세계 대학 학술 순위에서 8위, 2020년 영국 타임스 고등교육 세계 대학 평가에서 16위, 타임스 고등교육 세계 대학 학계 평판도 순위에서 13위, 2020년 영국 QS 세계 대학 순위에서 18위, 2019년 아랍에미리트 세계대학랭킹센터(Center for World University Rankings)가 발표한 세계 대학 순위에서 6위, 2013년 《뉴욕 타임스》 세계 대학 고용 선호도 순위에서는 7위를 차지했다.
세계경제포럼이 선정한 세계 최상위 26개 대학 중 하나이다.

## 저명한 동문

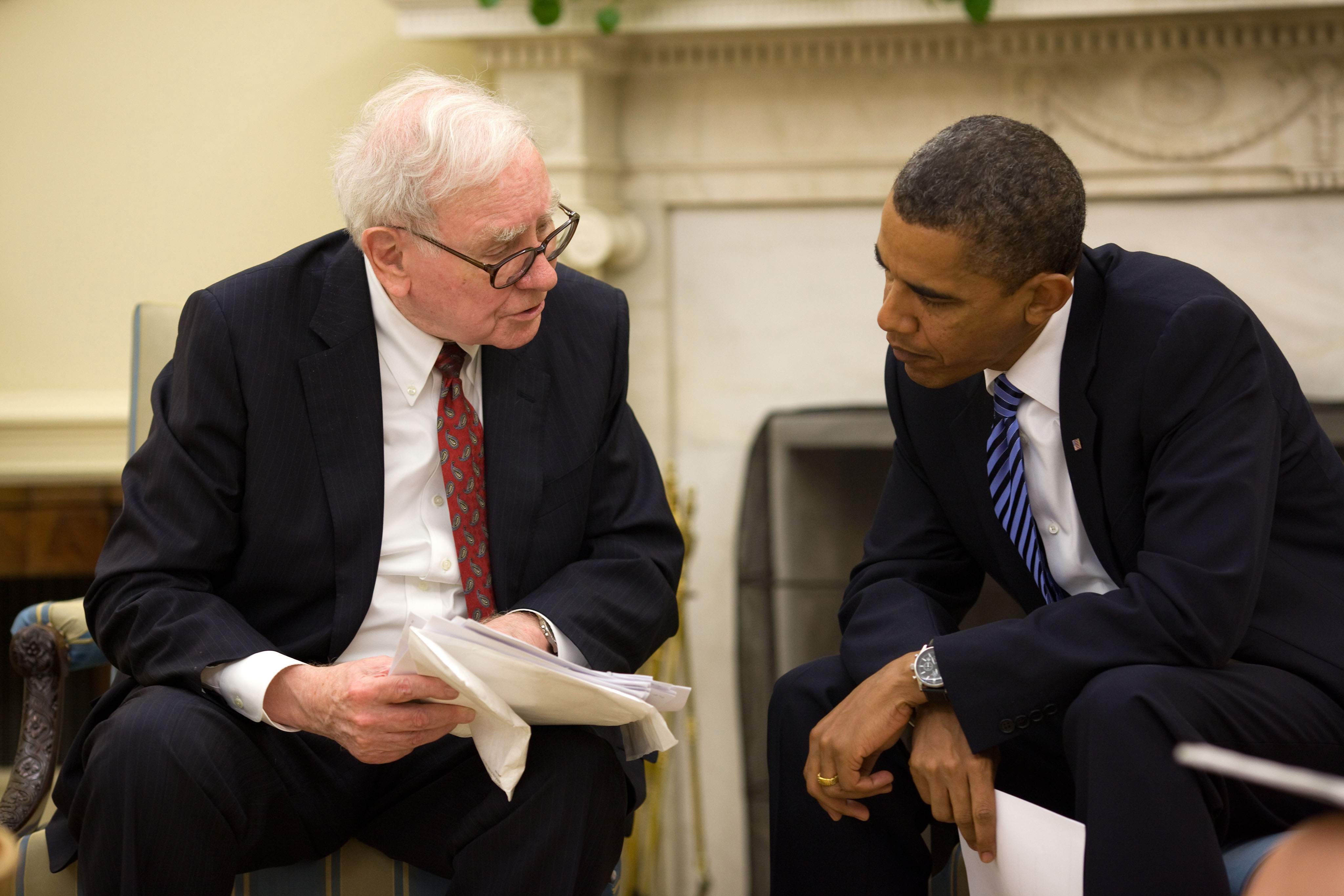
워렌 버핏 (경영대학원 M.Sc. 1951)과 버락 오바마 (B.A. 1983)

컬럼비아대는 수많은 유명 인사들을 배출했다.

### 정계
- 미국 대통령 시어도어 루스벨트
- 미국 대통령 프랭클린 D. 루스벨트
- 미국 최초의 흑인 대통령 버락 오바마
- 미국 부통령 대니얼 D. 톰프킨스
- 미국 초대 재무장관 알렉산더 해밀턴
- 미국 초대 연방대법원장 존 제이
- 미국 독립선언의 기초자 로버트 리빙스턴
- 미국 최초의 여성 국무장관 매들린 올브라이트
- 미국 최초의 흑인 법무장관 에릭 홀더
- 주일 미국대사 캐럴라인 케네디
- 인도의 헌법을 쓴 인도 초대 법무장관 B. R. 암베드카르
- 에스토니아 대통령 토마스 헨드리크 일베스
- 이탈리아 전 총리 줄리아노 아마토
- 뉴욕 주지사 10명, 뉴욕 시장 15명 등이 동문이다.

### 재계
- 미국 기업인이자 투자가 워렌 버핏
- 증권분석의 창시자이자 아버지 벤저민 그레이엄
- 시티그룹 전 CEO 비크람 팬디트
- 모건 스탠리 CEO 겸 회장 제임스 고먼
- 사모펀드 KKR 공동설립자 헨리 크래비스
- 월마트 회장 사무엘 롭슨 월턴
- 크래프트 그룹 설립자 로버트 크래프트

### 언론과 학계
- 《뉴욕 타임스》 공동설립자 헨리 레이몬드
- NBC 뉴스 특파원 첼시 클린턴
- 노벨 평화상을 수상한 컬럼비아 전 총장 니콜라스 버틀러
- 노벨 생리학·의학상 수상자 해럴드 바머스
- 고생물학자 스티븐 제이 굴드
- 노벨 물리학상 수상자 이지도어 아이작 라비
- 노벨 물리학상 수상자 로버트 밀리컨
- 노벨 경제학상 수상자 밀턴 프리드먼
- 노벨 경제학상 수상자 앨빈 로스
- 노벨 경제학상 수상자 사이먼 쿠즈네츠
- 최초의 필즈상 수상자 제시 더글러스
- 역사학자 하워드 진
- 역사학자 브루스 커밍스

### 문학/예술계
- 《호밀밭의 파수꾼》의 저자 제롬 D. 샐린저
- 비트 제너레이션을 이끈 시인 앨런 긴즈버그와 작가 잭 케루악
- 소설가이자 화학자 아이작 아시모프
- 의학소설로 유명한 로빈 쿡
- 영화감독 브라이언 드 팔마
- 배우 매기 질렌할
- 배우 제이크 질렌할
- 배우 제임스 프랭코
- 배우 매튜 폭스
- 배우 케이시 애플렉
- 배우 조셉 고든 레빗
- 배우 티모시 샬라메

### 스포츠 분야
- 잉글랜드 프리미어리그 첼시 FC 회장 브루스 벅
- 애스턴 빌라 FC 회장 랜디 러너
- 메이저 리그 뉴욕 양키스의 전설 루 게릭

### 한인 동문
- 독립운동가 조병옥
- 독립운동가 장덕수
- 독립운동가 박인덕
- 전 외교통상부 장관 홍순영
- 전 통상교섭본부장/UN대사 김현종
- 여성가족부 장관 조윤선
- 전 국회의원 고승덕
- 롯데그룹 회장 신동빈
- 신세계 그룹 명예회장 정재은
- 유유제약 회장 유승필
- 이화여자대학교 설립자 김활란
- 뮤지컬 연출가 김현준
- 전 한양대학교 총장 김종량
- 전 서울시립대학교 총장 이상범
- SBS 앵커 김성준
- 가수 박정현
- 국회의원 배준영
- FIFA 명예 부회장 정몽준 (수료)[27][28]

## 대중문화 속의 컬럼비아 대학교

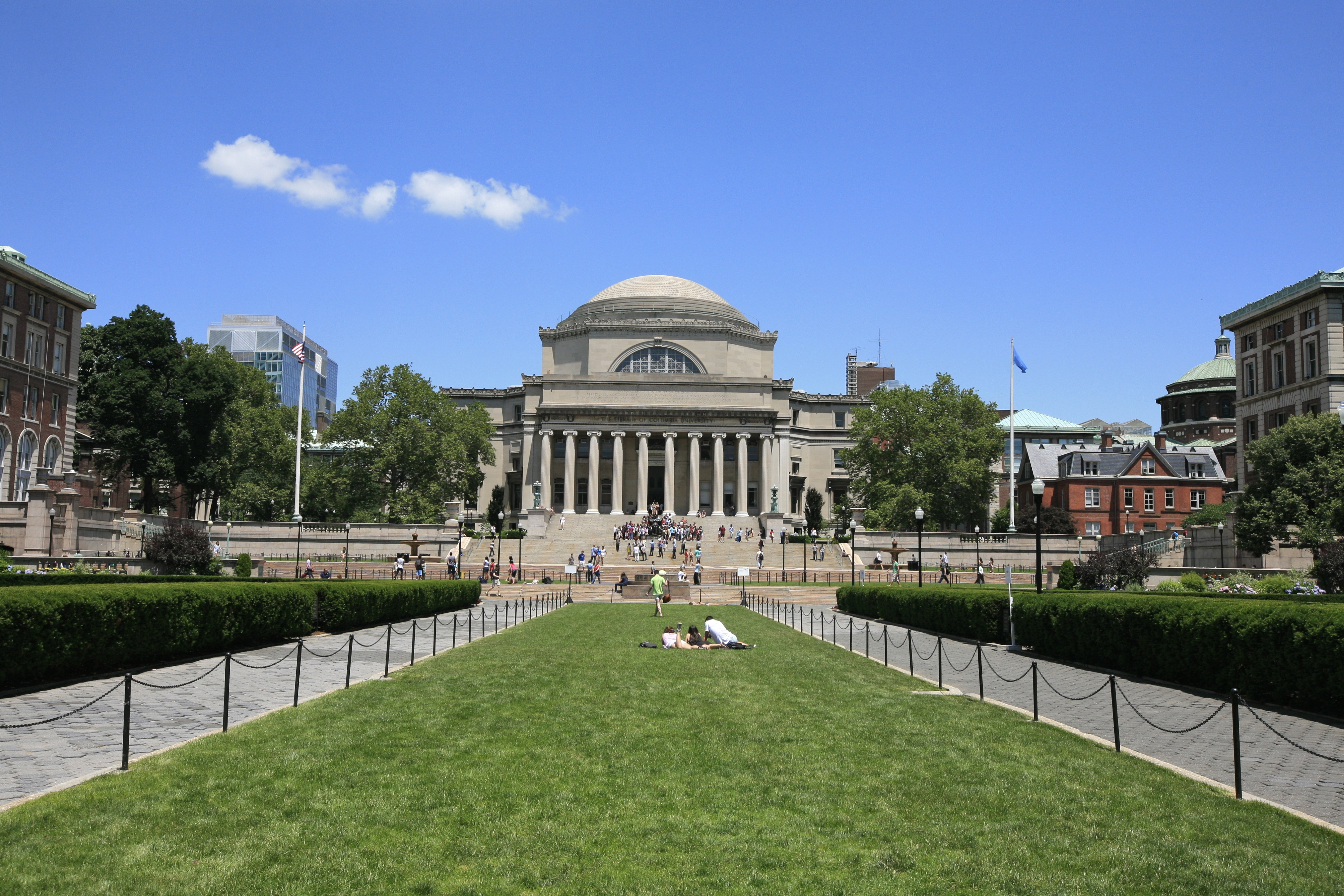

- 《스파이더맨》 (미국 영화, 2002, 2004, 2007)
- 《더 씽》 (미국 영화, 2011)
- 《킬 유어 달링》 (미국 영화, 2013)
- 《퀴즈 쇼》 (미국 영화, 1994)
- 《휴 그랜트의 선택》 (미국 영화, 1996)
- 《가십걸》 (미국 드라마, 2007-2012)
- 《데어데블》 (미국 만화)
- 《내가 그녀를 만났을 때》 (미국 시트콤, 2005-2014)
- 《왓 아이 라이크 어바웃 유》 (미국 시트콤, 2002-2006)
- 《로앤오더》 (미국 드라마, 1990-2010)
- 《제7의 천국》 (미국 드라마, 1996-2007)
- 《하우스》 (미국 드라마, 2012-)
- 《로스트》 (미국 드라마, 2004-2010)
- 《윌 앤 그레이스》 (미국 시트콤, 1998-2006)
- 《웨스트 윙》 (미국 드라마, 1999-2006)
- 《시크릿 가든》 (한국 드라마, 2010-2011)

## 갤러리

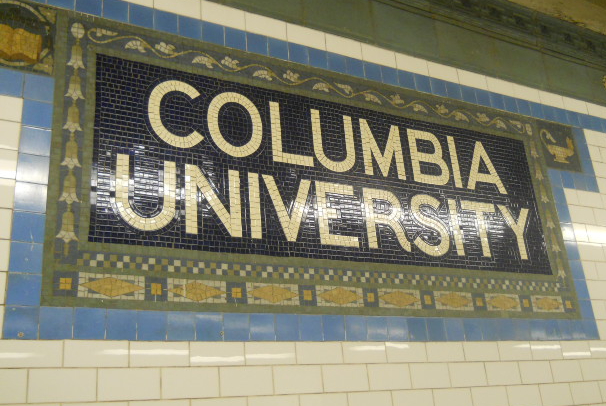
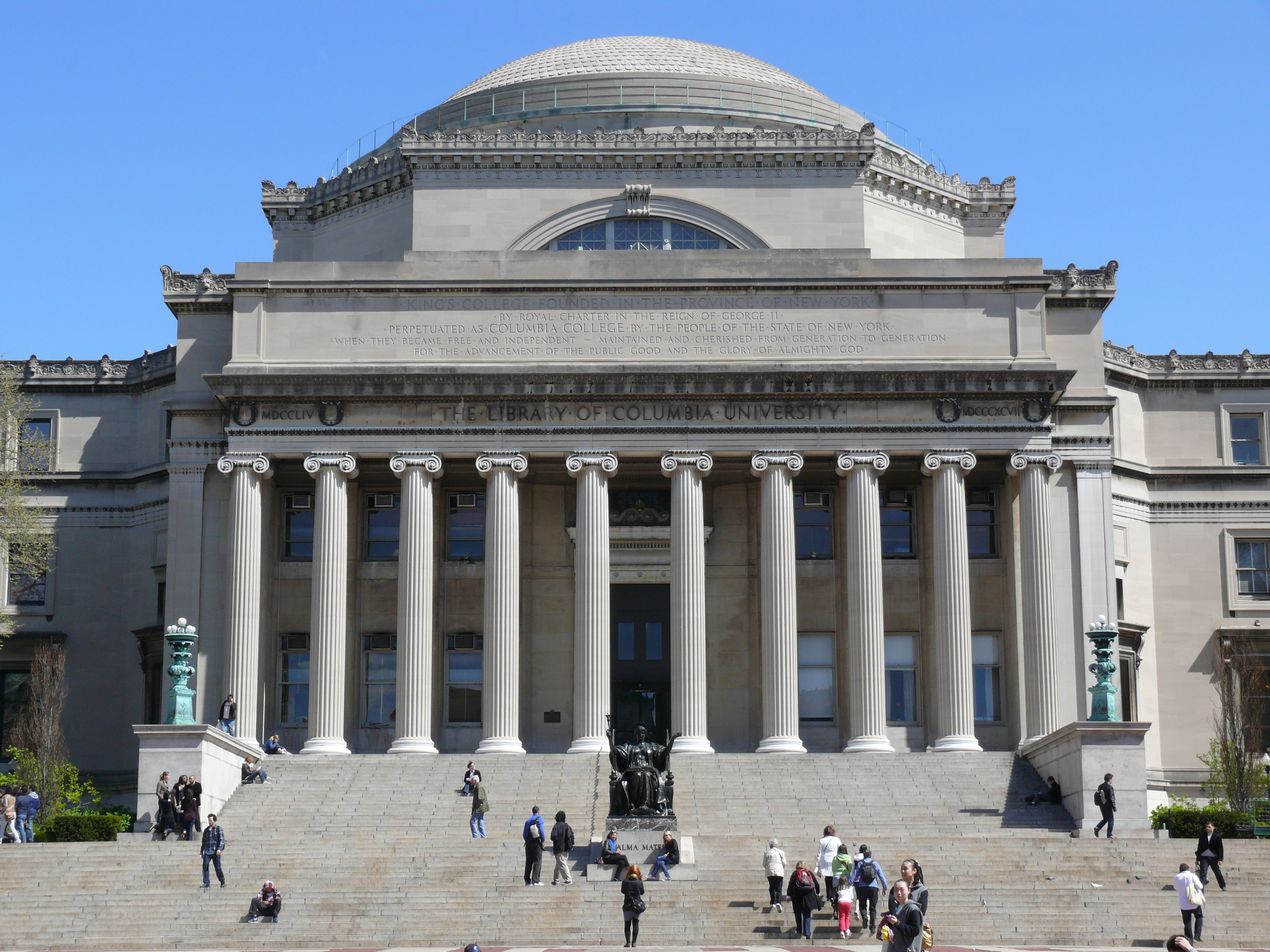
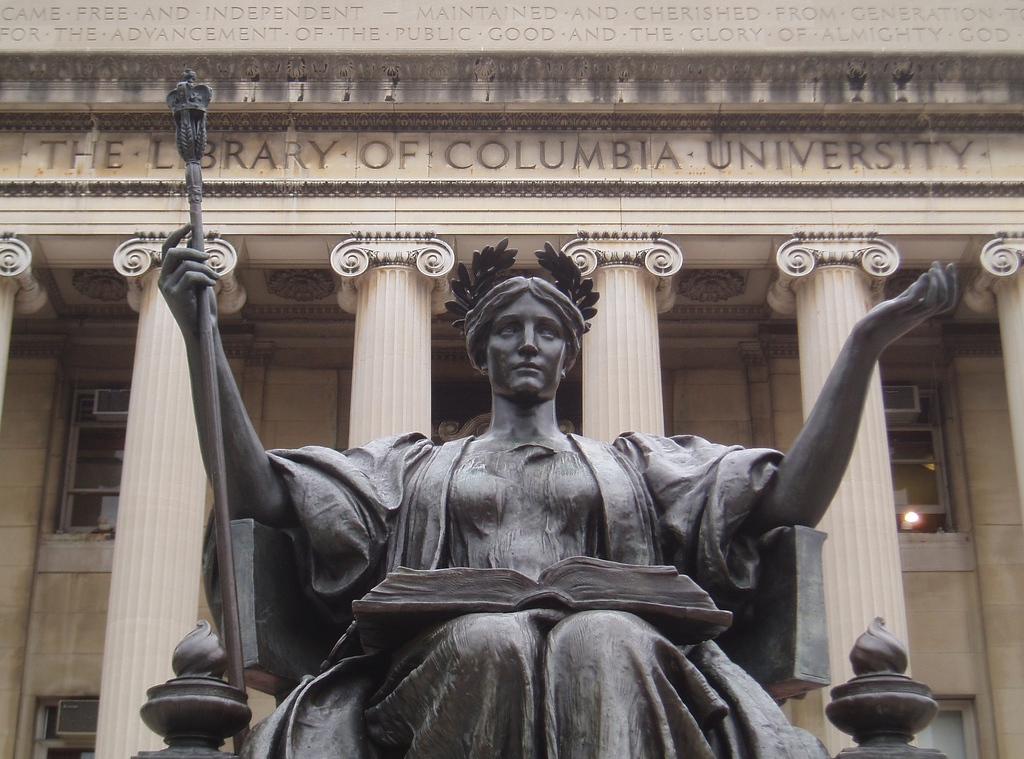
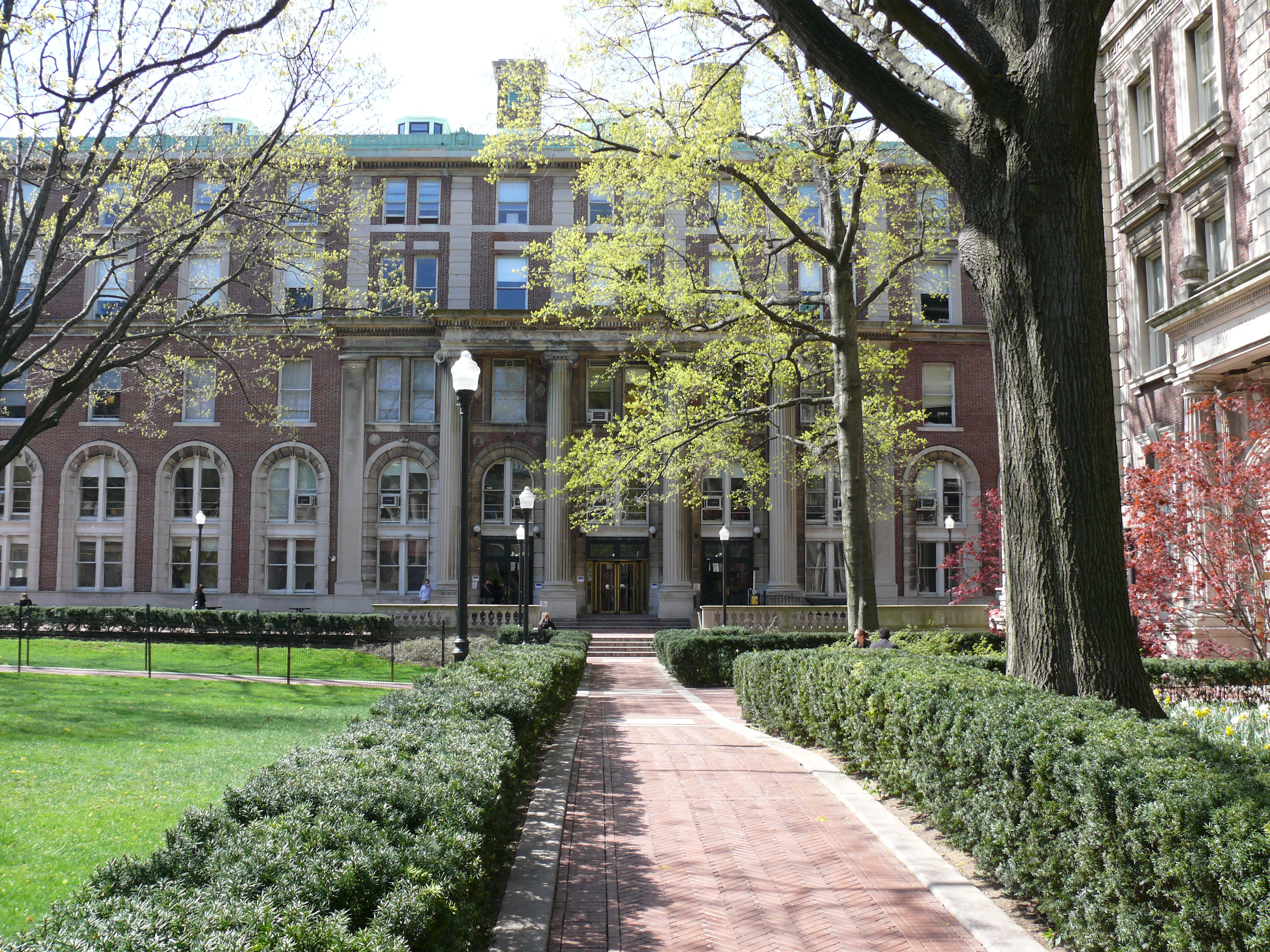
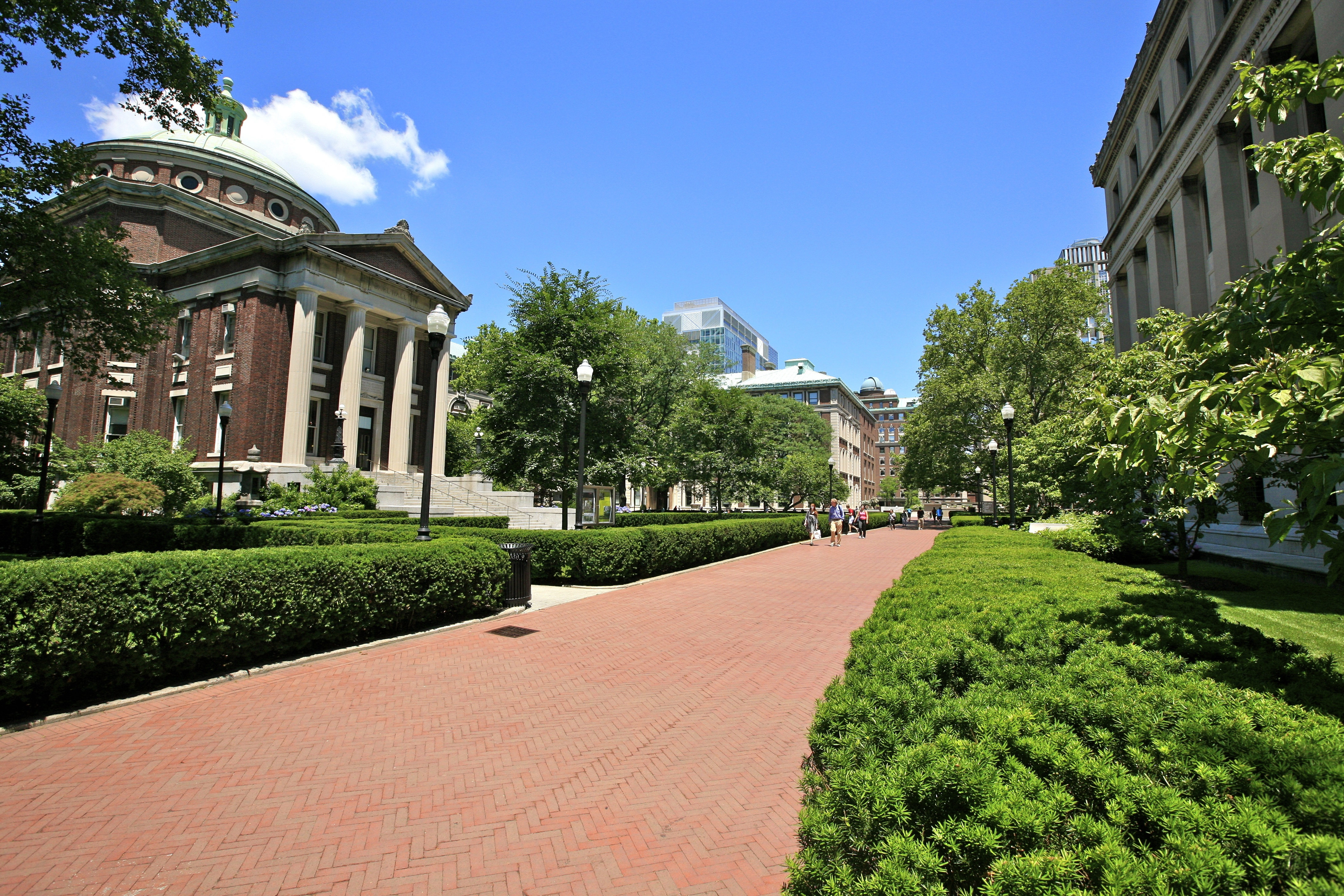
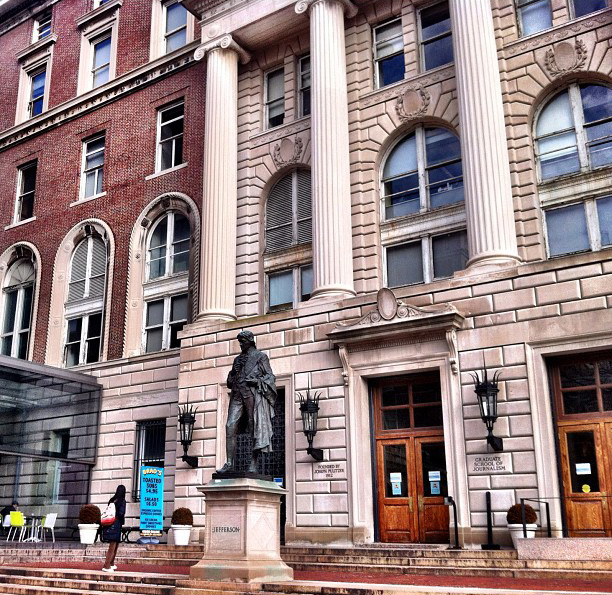
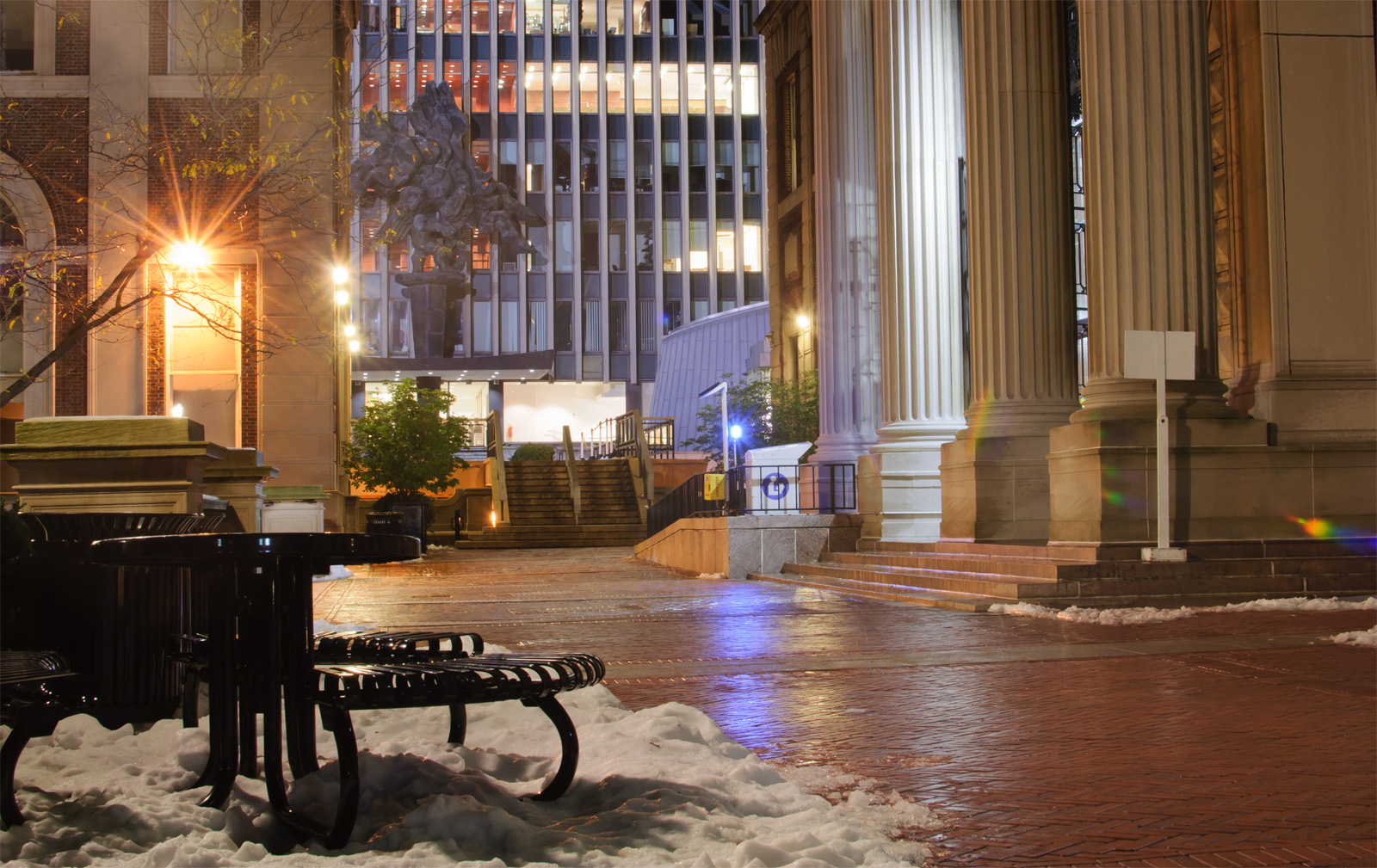
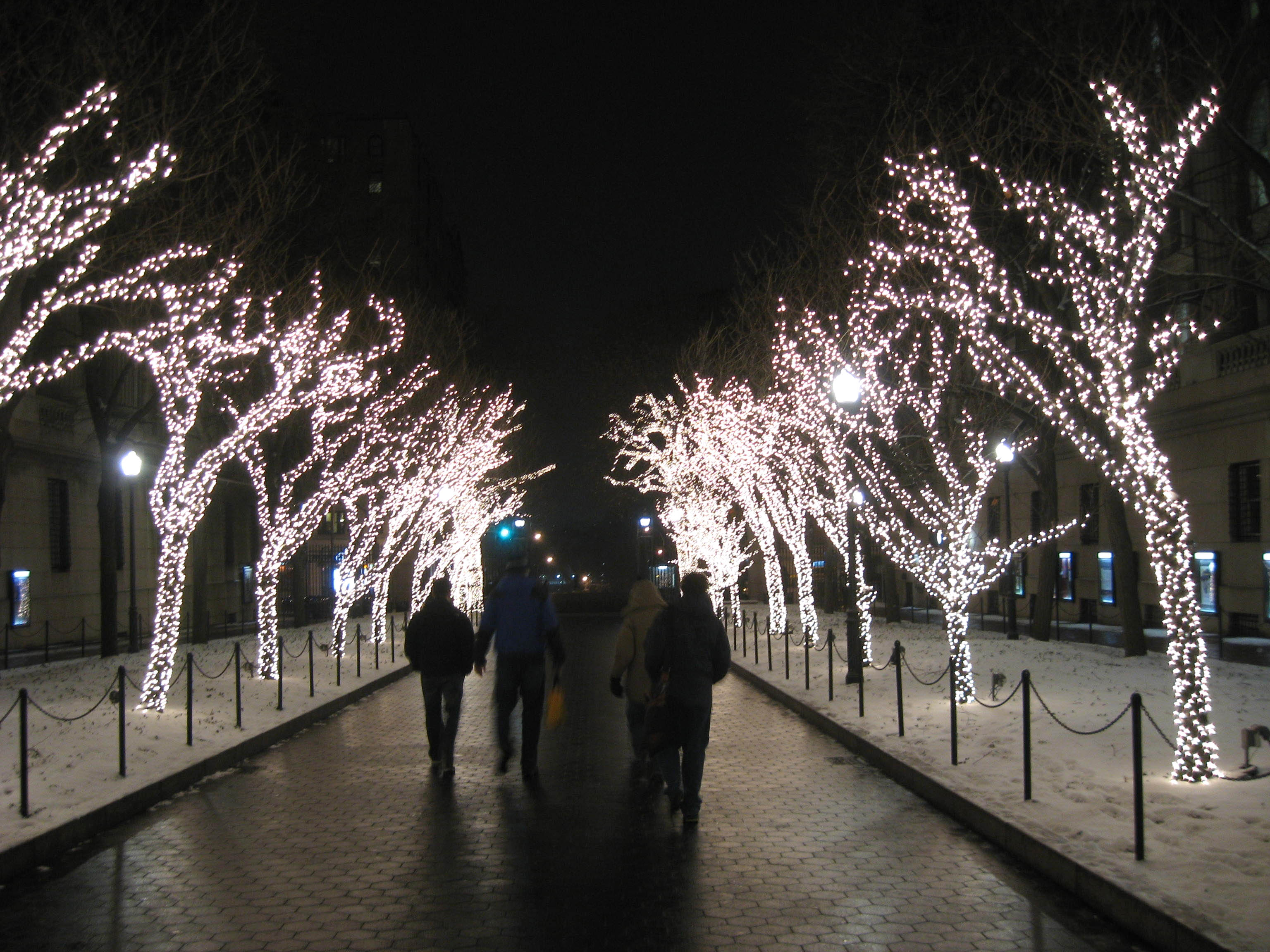
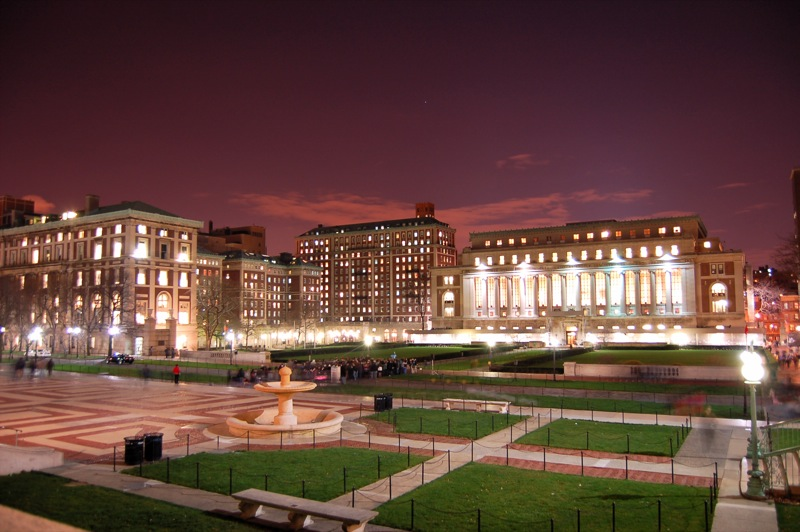
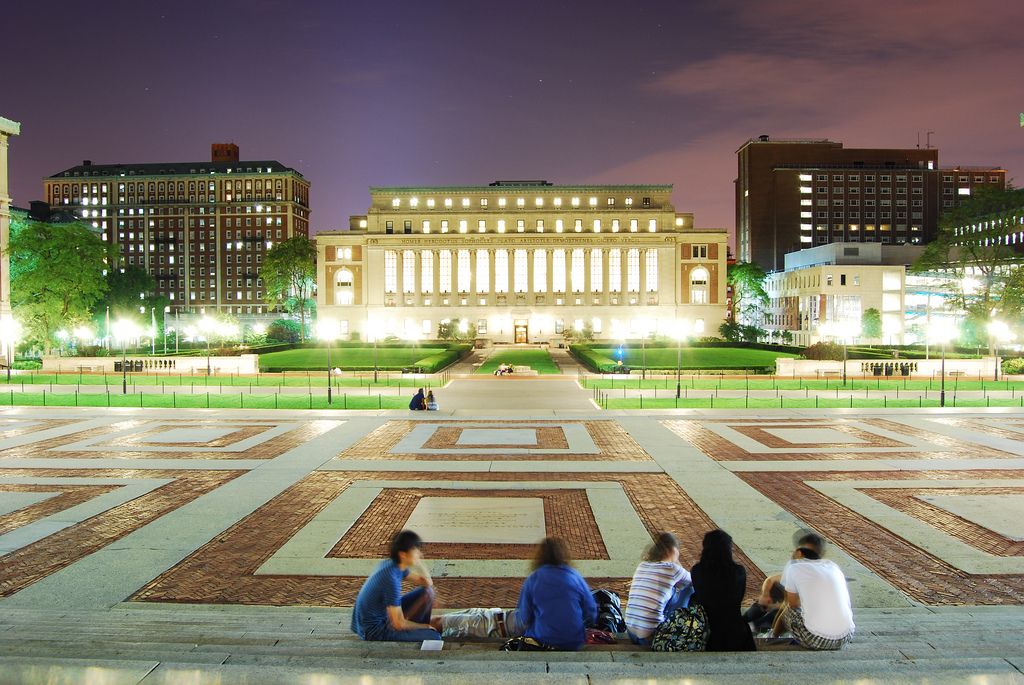
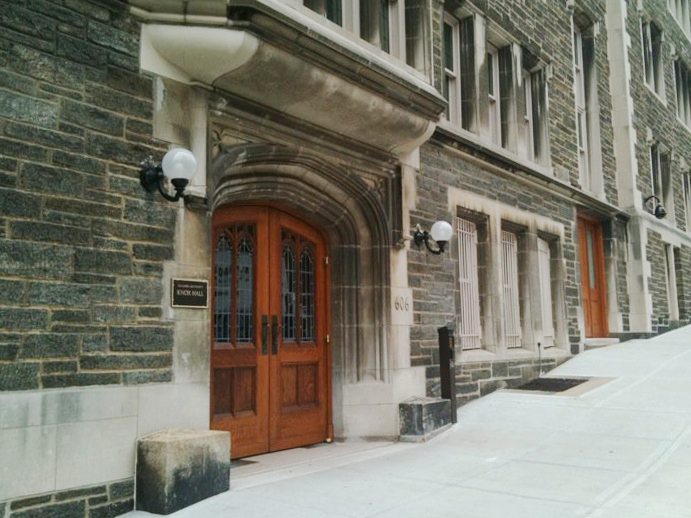
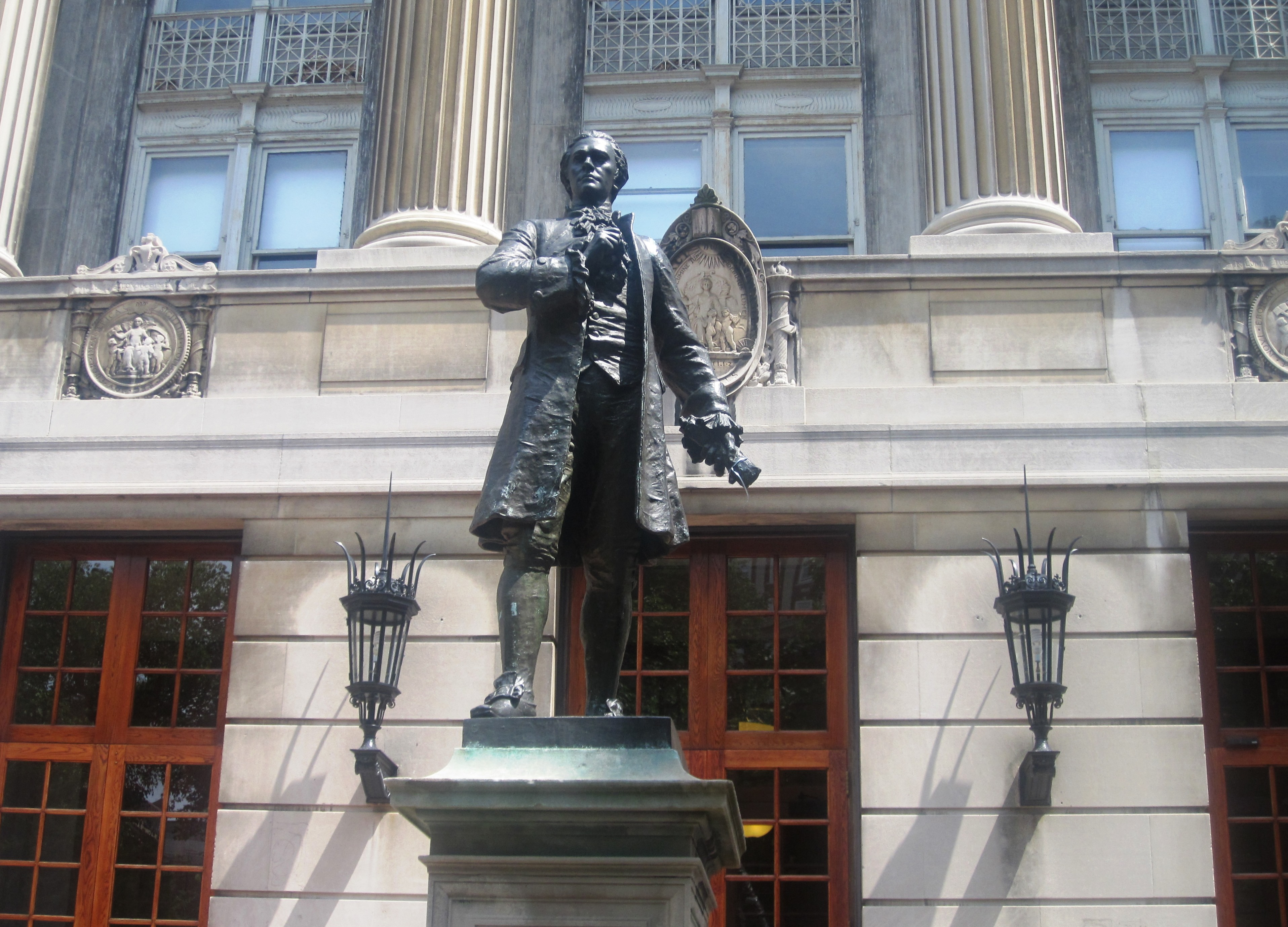
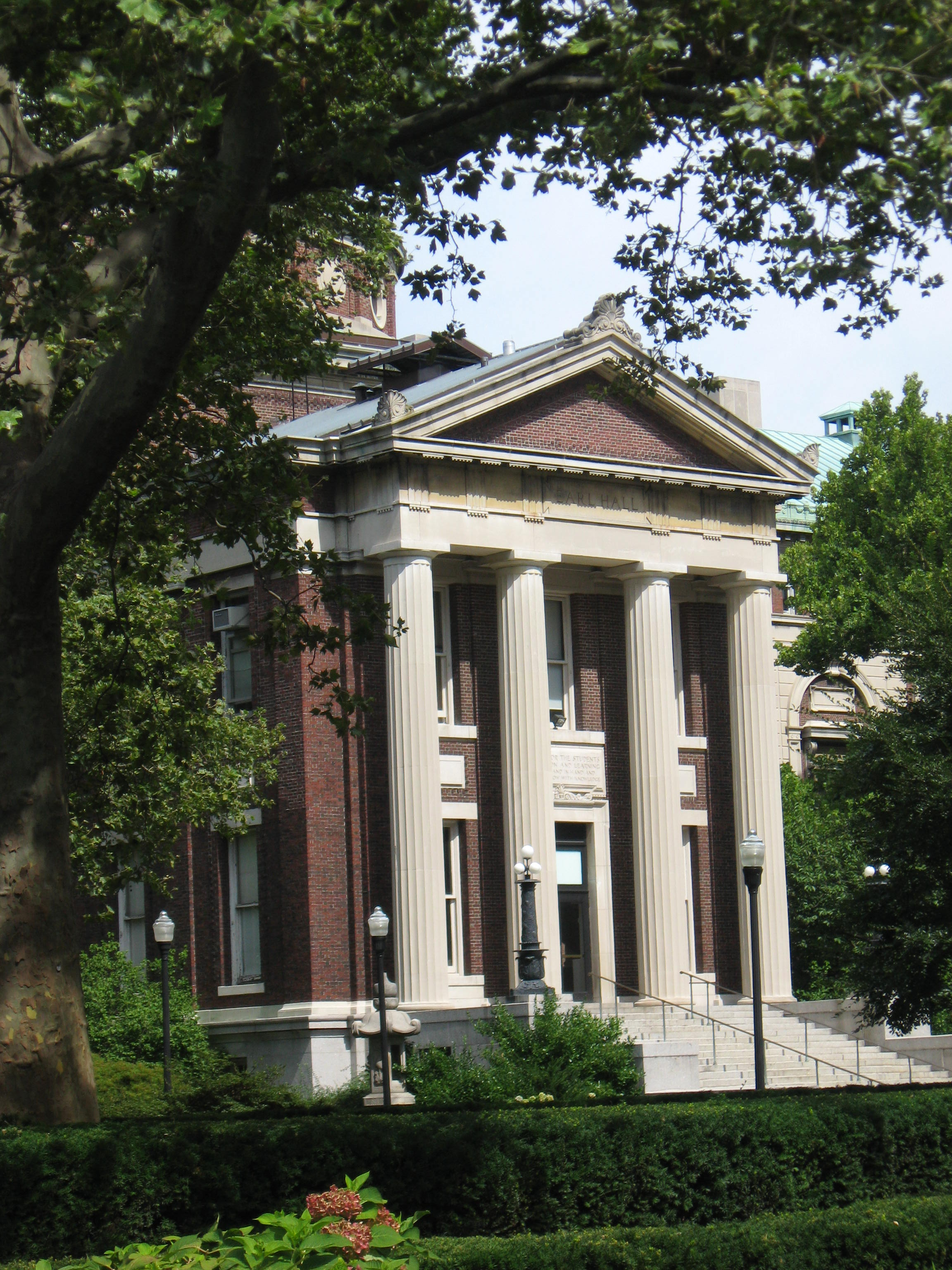
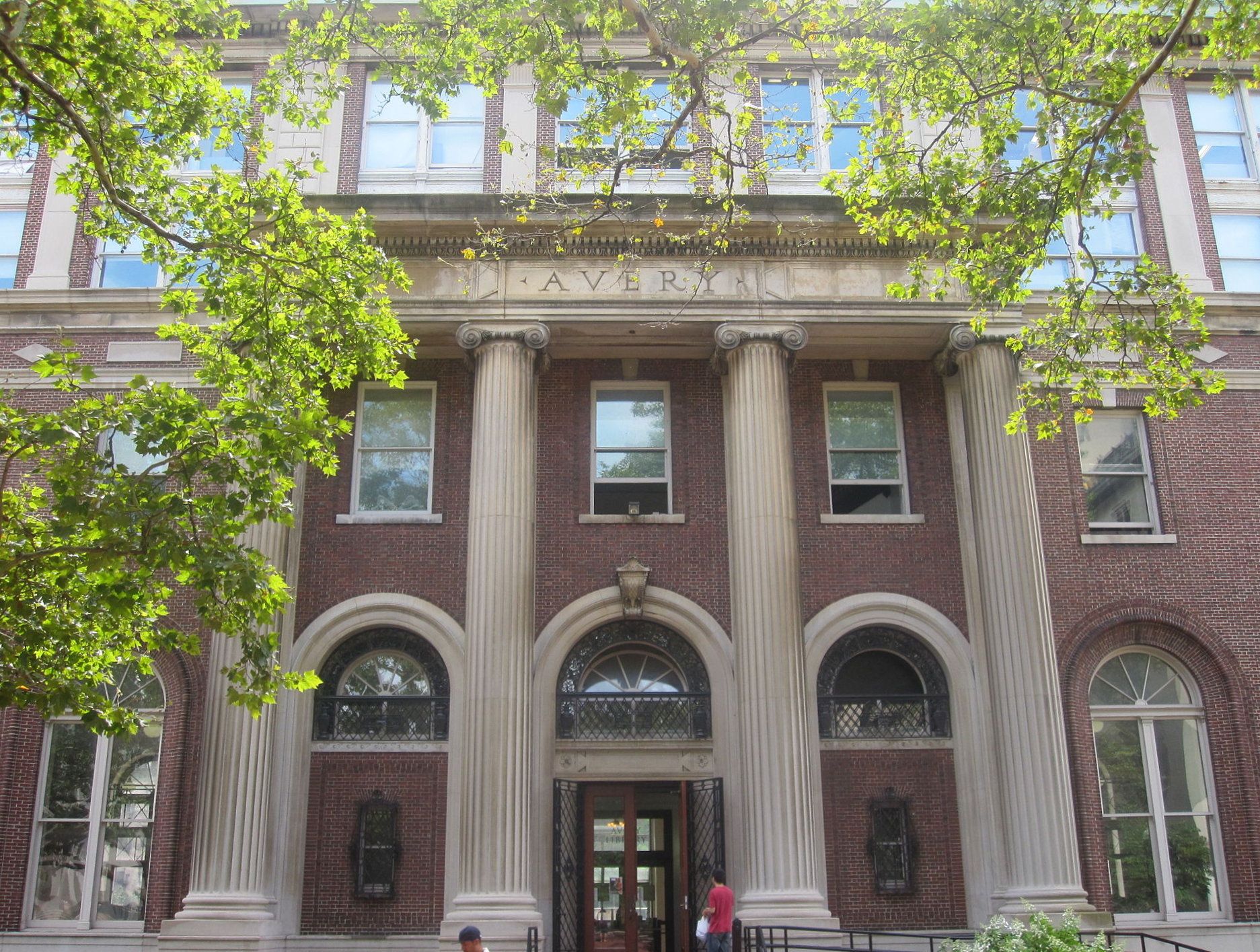
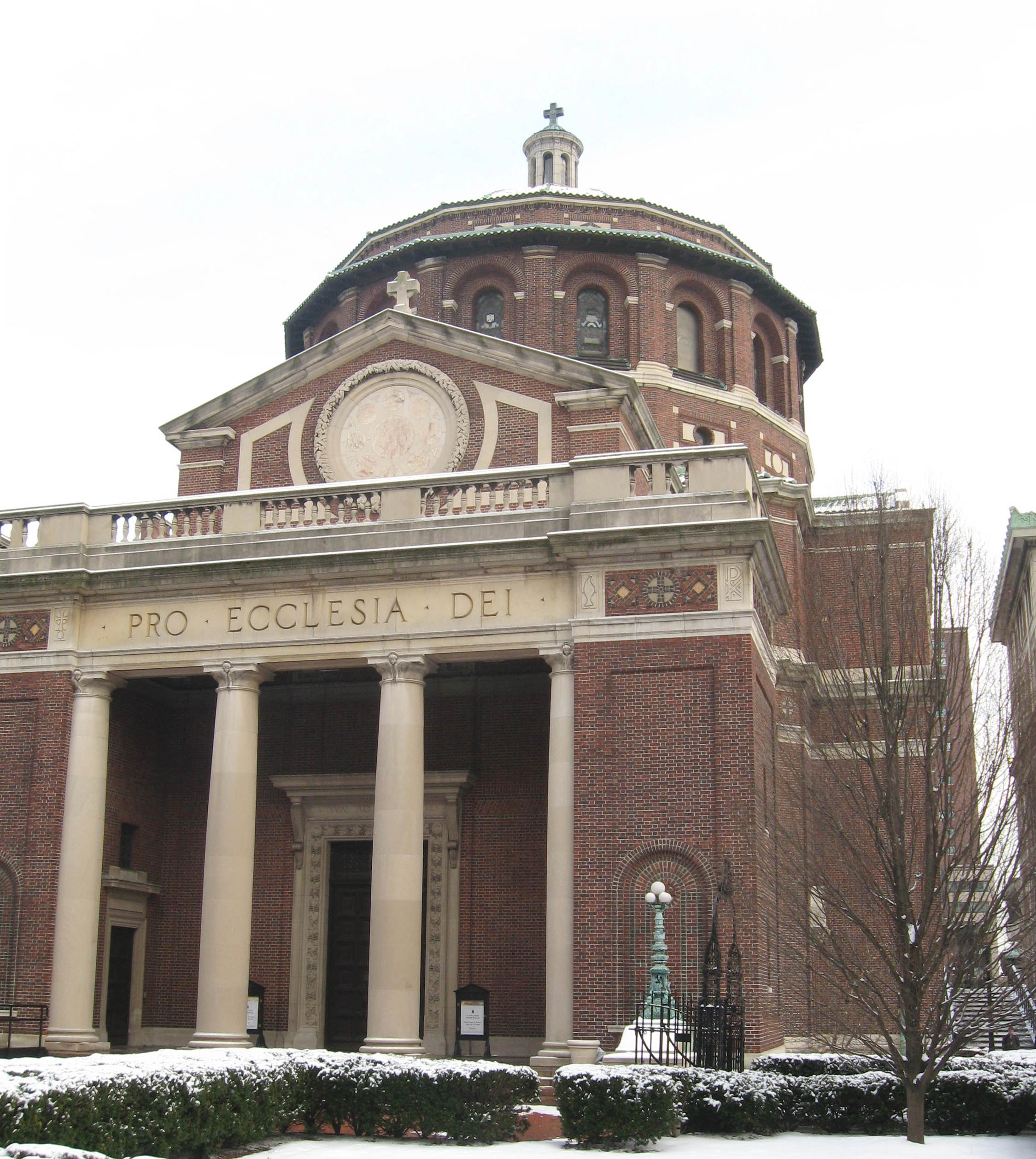

## 같이 보기
- 컬럼비아 로스쿨
- 컬럼비아 비즈니스 스쿨
- 퓰리처상